# Cangetta cervinalis
Cangetta cervinalis là một loài bướm đêm trong họ Crambidae.